# Göksenin Köksal
Hüseyin Göksenin Köksal (Trabzon, 8 januari 1991) is een Turks basketballer speler die sinds 2010 uitkomt voor Galatasaray Odeabank, waarmee hij in 2016 de EuroCup Men wist te veroveren. In 2014-2015 speelde hij voor een jaar bij Darüşşafaka SK, maar een jaar later keerde hij terug naar zijn geliefkoosde club.